# Дастак
Дастак (перс. دستك) — село в Ірані, у дегестані Дехґах, у бахші Кіяшахр, шагрестані Астане-Ашрафіє остану Ґілян. За даними перепису 2006 року, його населення становило 2015 осіб, що проживали у складі 611 сімей.

## Клімат
Середня річна температура становить 14,67 °C, середня максимальна – 28,30 °C, а середня мінімальна – 0,24 °C. Середня річна кількість опадів – 1135 мм.
| Клімат поселення                              | Клімат поселення | Клімат поселення | Клімат поселення | Клімат поселення | Клімат поселення | Клімат поселення | Клімат поселення | Клімат поселення | Клімат поселення | Клімат поселення | Клімат поселення | Клімат поселення | Клімат поселення |
| Показник                                      | Січ.             | Лют.             | Бер.             | Квіт.            | Трав.            | Черв.            | Лип.             | Серп.            | Вер.             | Жовт.            | Лист.            | Груд.            |                  |
| Середній максимум, °C                         | 9,24             | 9,98             | 12,20            | 17,30            | 21,72            | 25,88            | 28,30            | 28,01            | 25,21            | 20,64            | 15,84            | 11,60            |                  |
| Середня температура, °C                       | 4,75             | 5,49             | 7,69             | 12,80            | 17,20            | 21,36            | 24,50            | 24,20            | 21,40            | 16,83            | 12,05            | 7,79             |                  |
| Середній мінімум, °C                          | 0,24             | 0,96             | 3,17             | 8,30             | 12,69            | 16,88            | 20,68            | 20,41            | 17,61            | 13,04            | 8,23             | 3,99             |                  |
| Норма опадів, мм                              | 106              | 88               | 83               | 41               | 42               | 31               | 31               | 60               | 134              | 214              | 174              | 131              |                  |
| Середньомісячна швидкість вітру, м/с          | 2.40             | 2.55             | 2.54             | 2.54             | 2.65             | 2.70             | 2.71             | 2.40             | 2.30             | 2.10             | 2.10             | 2.28             |                  |
| Середньомісячна сонячна радіація, кДж/м²·день | 6949             | 9067             | 11002            | 15524            | 19997            | 22178            | 22624            | 19061            | 15424            | 10813            | 8541             | 6639             |                  |
| --------------------------------------------- | ---------------- | ---------------- | ---------------- | ---------------- | ---------------- | ---------------- | ---------------- | ---------------- | ---------------- | ---------------- | ---------------- | ---------------- | ---------------- |
| Джерело:                                      |                  |                  |                  |                  |                  |                  |                  |                  |                  |                  |                  |                  |                  |